# Spencer Dryden
Spencer Dryden, född 7 april 1938 i New York, New York, död 10 januari 2005 i Petaluma, Kalifornien, var en amerikansk trumslagare, mest känd som medlem i rockbanden Jefferson Airplane och New Riders of the Purple Sage. Drydens far var halvbror till Charlie Chaplin.

## Fotnoter
1. 1 2  Find a Grave, Find A Grave-ID: 10318226, läs online, läst: 9 oktober 2017.[källa från Wikidata]
2. ↑  Carnegie Hall:s öppna data, juni 2017, Carnegie Hall agent-ID: 124819, läs online och läs online, läst: 2 maj 2022.[källa från Wikidata]